# Oeuvre van George Gershwin

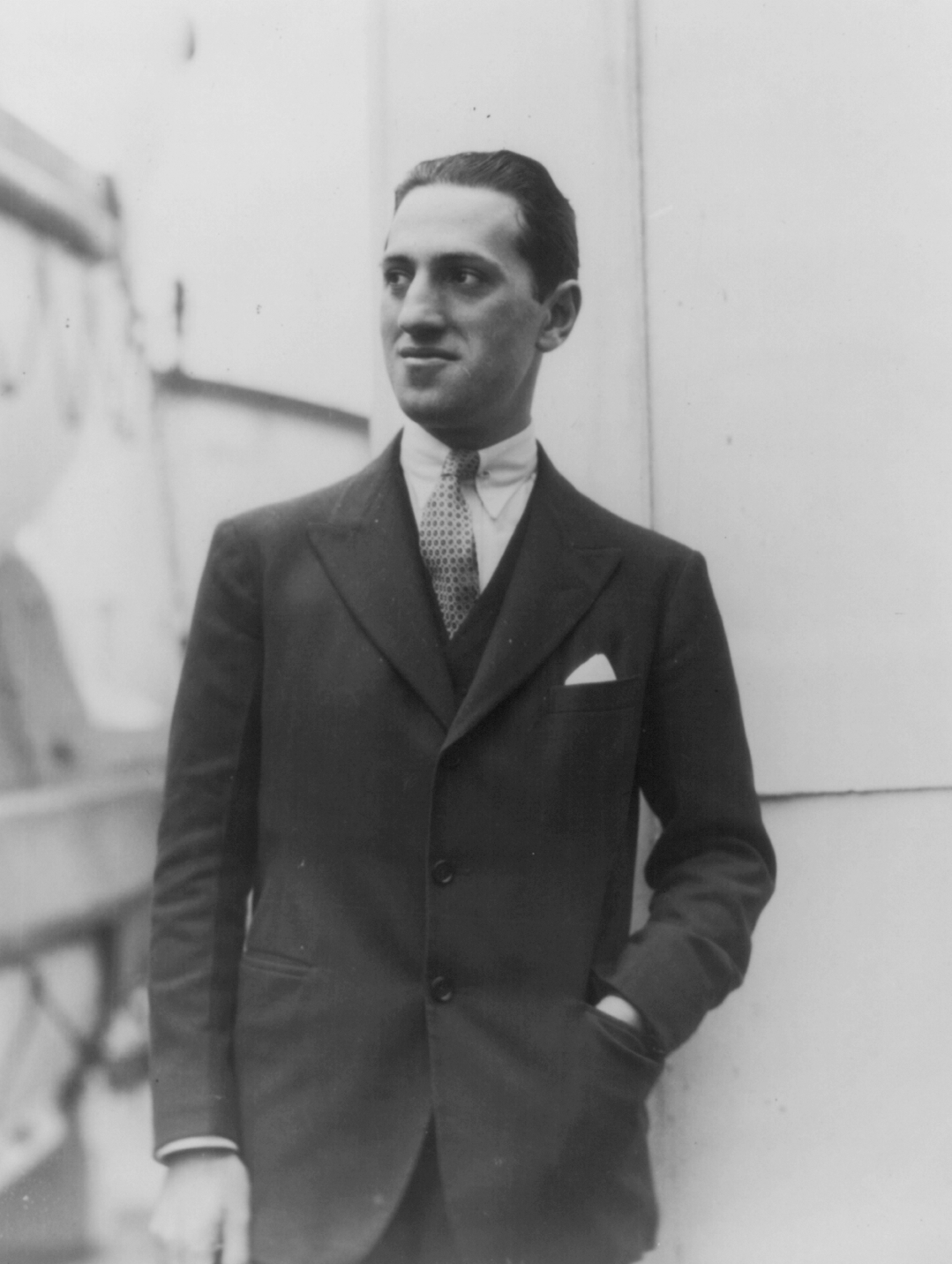
George Gershwin

Dit is een lijst met alle composities van George Gershwin, thematisch gegroepeerd, en in elke groep op chronologie gerangschikt.

## Concertante werken
| titel                              | première         | bezetting           | orkestratie    | plaats                         |
| Lullaby (1919)                     | 19 december 1967 | strijkkwartet       | --             | Washington, Juilliard Quartet  |
| Blue Monday (opera in een bedrijf) | 28 augustus 1922 | zang en ensemble    | Gershwin       | New York, Globe Theatre        |
| Rhapsody In Blue                   | 12 februari 1924 | piano en jazzband   | Ferde Grofé    | New York, Aeolian Hall         |
| Short Story                        | 8 februari 1925  | viool en piano      | Samuel Dushkin | New York, University Club      |
| Concerto In F                      | 3 december 1925  | piano en orkest     | Gershwin       | New York, Carnegie Hall        |
| Three Preludes For Piano           | 4 december 1926  | piano solo          | --             | New York, Hotel Roosevelt      |
| An American In Paris               | 13 december 1928 | orkest              | Gershwin       | New York, Carnegie Hall        |
| Second Rhapsody                    | 29 januari 1932  | piano en orkest     | Gershwin       | Boston, Symphony Hall          |
| Cuban Overture                     | 16 augustus 1932 | orkest              | Gershwin       | New York, Lewisohn Stadium     |
| George Gershwin's Song-Book        | september 1932   | piano solo          | --             | --                             |
| Variations On “I Got Rhythm”       | 14 januari 1934  | piano en jazzorkest | Gershwin       | Boston, Symphony Hall          |
| Catfish Row                        | 21 januari 1936  | orkest              | Gershwin       | Philadelphia, Academy Of Music |

## Solowerken voor piano
| naam | jaar      | bijzonderheid |
| Tango | 1914      | geschreven ter gelegenheid van zijn eerste optreden als pianist-componist in de Finley Club, Christadora House, 147 Avenue B, New York op 21 maart |
| Rialto Ripples | 1916      | Ragtime, gecomponeerd samen met Will Donaldson |
| Limehouse Nights | jaren 10  | korte ragtime |
| Three-Quarter Blues | 1923 (??) | ook bekend als de Irish Waltz. |
| Prelude Rubato (unnumbered) | 1923      | deze prelude zou samen met de 3 Preludes gepubliceerd worden. Het bleef onuitgegeven. |
| Novelette in Fourths | 1924      | nog een stukje dat bij de 3 Preludes zou worden gevoegd. Delen hiervan zijn herschikt en gebruikt als onderdeel van Short Story, een werk voor piano en viool. |
| Romantic | 1925      | een kort pianofragment. Ook bekend als Melody nr. 55. Niet gepubliceerd. |
| Melody nr. 17 | 1925/1926 | nog een stukje dat bij de 3 Preludes zou worden uitgegeven. |
| (officieel gepubliceerde) Three Preludes. I. Allegro ben ritmato e deciso II. Andante con moto e poco rubato III. Allegro ben ritmato e deciso | 1926      | voor het eerst door Gershwin zelf uitgevoerd met twee andere preludes in het Roosevelt Hotel in New York in december |
| Swiss Miss | 1926      | arrangement van een lied uit de musical Lady, Be Good! |
| Machinery Gone Mad | 1927      | ongepubliceerd |
| Blue Monday | 1927      | een pianosuite gebaseerd op de eenakter met dezelfde naam. |
| Merry Andrew | 1928      | arrangement van een dans uit de musical Rosalie |
| Three-Note Waltz | 1931      | ook bekend als Melodie nr. 36. ongepubliceerd. |
| Pianotranscripties van 8 liederen | 1932      | |
| George Gershwin's Song-Book | 1932      | arrangementen voor piano solo van 18 (musical) songs door Gershwin zelf gemaakt De hardgebonden editie uit 1932 bevatte originele illustraties door Constantin Alajalov voor de 18 liederen en een 19e lied (Mischa, Yascha, Toscha, Sascha) werd ingesloten bij de eerste gesigneerde 500 exemplaren van de eerste druk uit 1932. |
| For Lily Pons | 1934      | ongepubliceerd werk, bedoeld als begeleiding bij een ongeschreven operasolo. |
| Jasbo Brown Blues | 1935      | Stuk direct na de ouverture voor honky-tonk piano uit Porgy and Bess |
| Promenade | 1936      | Uit Shall We Dance. Pianotranscriptie van Gershwin van Walking The Dog |
| French Ballet Class | 1937      | voor twee piano's, ongepubliceerde muziek uit de filmpartituur voor Shall We Dance |
| Impromptu in Two Keys | 1924 (?)  | postuum uitgegeven |
| Two Waltzes in C | 1975      | postuum uitgegeven. Het was oorspronkelijk een tussenspel voor twee piano's in het Broadwaystuk Pardon My English |
| Sleepless Night |           | ongepubliceerd |
| Sutton Place |           | ongepubliceerd (Melodie nr. 59) |

## Alfabetische lijst met alle 540 songs
(teksten zijn van Ira Gershwin tenzij anders aangegeven. (Let op: Arthur Francis is een pseudoniem van Ira)
| titel                                          | jaar  | show                       | tekstschrijver(s)        | bijzonderheid                 |
| According To Mr. Grimes                        | 1928  | Treasure Girl              |                          |                               |
| Acrobats                                       | 1927  | Funny Face                 |                          | niet gebruikt                 |
| Across The Sea                                 | 1922  | George White's Scandals    | B. De Sylva, E. Goetz    |                               |
| Adored One                                     | 1929  | Show Girl                  | Ira en Gus Kahn          | niet gebruikt                 |
| A-Haunting We Will Go                          | 1928  | Treasure Girl              |                          | niet gebruikt                 |
| Ain’t It Romantic                              | 1926  | Oh, Kay!                   |                          | niet gebruikt                 |
| All Over Town                                  | 1923  | The Rainbow                | Clifford Grey            | niet gebruikt                 |
| All The Livelong Day                           | 1964? | Kiss Me, Stupid            |                          | Billy Wilder film uit 1964    |
| And I Have You                                 | 1930  | Girl Crazy                 |                          | niet gebruikt                 |
| Any Little Tune                                | 1923  | The Rainbow                | Clifford Grey            |                               |
| Anything For You                               | 1921  | A Dangerous Maid           | Arthur Francis           |                               |
| Aren’t You Kind Of Glad We Did?                | 1947  | The Shocking Miss Pilgrim  |                          |                               |
| Argentina                                      | 1922  | George White's Scandals    | B. De Sylva              |                               |
| Ask Me Again                                   | 1938  | Goldwyn Follies            |                          | eind jaren 20 gecomponeerd    |
| At Half Past Seven                             | 1923  | Nifties                    | B. De Sylva              |                               |
| At Mrs. Simpkin’s Finishing School             | 1929  | Show Girl                  | Ira en Gus Kahn          | niet gebruikt                 |
| Babbitt And The Bromide, The                   | 1927  | Funny Face                 |                          |                               |
| Baby!                                          | 1925  | Tell Me More!              | Ira en B. De Sylva       |                               |
| Baby Blues, The                                | 1921  | Snapshots                  | E. Goetz                 |                               |
| Baby Dolls                                     | 1919  | Morris Gest Midnight Whirl | B. De Sylva, J. Mears    |                               |
| Back Bay Polka, The                            | 1947  | The Shocking Miss Pilgrim  |                          |                               |
| Back Home                                      | 1920  | Dere Mable                 | Irving Caesar            | niet gebruikt                 |
| Bad, Bad Men, The                              | 1924  | Lady, Be Good!             |                          | niet gebruikt                 |
| Bauer’s House                                  | 1933  | Pardon My English          |                          | niet gebruikt                 |
| Be The Life Of The Crowd                       | 1924  | Sweet Little Devil         | B. De Sylva              | niet gebruikt                 |
| Beau Brummel                                   | 1924  | Primrose                   | Desmond Carter           |                               |
| Beautiful Bird                                 | 1917  | geen                       | Ira en Lou Paley         |                               |
| Beautiful Gypsy                                | 1928  | Rosalie                    |                          | niet gebruikt                 |
| Because, Because                               | 1931  | Of Thee I Sing             |                          |                               |
| Beginner’s Luck (I’ve Got)                     | 1937  | Shall We Dance             |                          |                               |
| Beneath The Eastern Moon                       | 1923  | The Rainbow                | Clifford Grey            |                               |
| Berkeley Square And Kew                        | 1924  | Primrose                   | Desmond Carter           |                               |
| Bess, You Is My Woman                          | 1935  | Porgy and Bess             | Ira en DuBose Heyward    | opera                         |
| Best Of Everything, The                        | 1919  | La, La, Lucille            | A.Jackson, De Sylva      |                               |
| Bidin' My Time                                 | 1930  | Girl Crazy                 |                          |                               |
| Birthday Party                                 | 1927  | Funny Face                 |                          |                               |
| Black And White                                | 1929  | Show Girl                  | Ira en Gus Kahn          |                               |
| Blah, Blah, Blah                               | 1931  | Delicious                  |                          |                               |
| Blue, Blue, Blue                               | 1933  | Let 'Em Eat Cake           |                          |                               |
| Blue Hullahballoo                              | 1927  | Funny Face                 |                          |                               |
| Blue Monday Blues                              | 1922  | George White's Scandals    | B. De Sylva              | opera: Blue Monday            |
| Boy Wanted                                     | 1921  | A Dangerous Maid           | Arthur Francis           |                               |
| Boy Wanted                                     | 1924  | Primrose                   | Ira en Desmond Carter    |                               |
| Boy! What Love Has Done To Me!                 | 1930  | Girl Crazy                 |                          |                               |
| Bride And Groom                                | 1926  | Oh, Kay!                   |                          |                               |
| Bring On The Ding Dong Bell                    | 1926  | Oh, Kay!                   |                          | niet gebruikt                 |
| Bronco Busters                                 | 1930  | Girl Crazy                 |                          |                               |
| But Not For Me                                 | 1930  | Girl Crazy                 |                          |                               |
| Buy A Little Button From Us                    | 1926  | Lady, Be Good!             | Desmond Carter           | Londen productie              |
| Buzzard Song, The                              | 1935  | Porgy And Bess             | DuBose Heyward           | opera                         |
| By And By                                      | 1922  | Our Nell                   | Brian Hooker             |                               |
| By Strauss                                     | 1936  | The Show Is On             |                          |                               |
| Carnival Time                                  | 1924  | Lady, Be Good!             |                          |                               |
| Changing My Tune                               | 1947  | The Shocking Miss Pilgrim  |                          |                               |
| China Girl                                     | 1929  | Ming Toy                   |                          | musical is gecanceld          |
| Cinderelatives                                 | 1922  | George White's Scandals    | B. De Sylva              |                               |
| Clap Yo' Hands                                 | 1926  | Oh, Kay!                   |                          |                               |
| Clara, Don’t You Be Downhearted                | 1935  | Porgy And Bess             | DuBose Heyward           | opera                         |
| Climb Up The Social Ladder                     | 1933  | Let ‘Em Eat Cake           |                          |                               |
| Cloistered From The Noise City                 | 1933  | Let ‘Em Eat Cake           |                          |                               |
| Come Along, Let’s Gamble                       | 1927  | Funny Face                 |                          | niet gebruikt                 |
| Come To The Moon                               | 1919  | Capitol Revue              | N.Wayburn, L. Paley      |                               |
| Comes The Revolution                           | 1933  | Let’ Em Eat Cake           |                          |                               |
| Cooney County Bar, The                         | 1922  | Our Nell                   |                          |                               |
| Could You Use Me?                              | 1930  | Girl Crazy                 |                          |                               |
| Countryside, The                               | 1924  | Primrose                   | Desmond Carter           |                               |
| Crap Game Fugue                                | 1935  | Porgy And Bess             | DuBose Heyward           | opera                         |
| Cupid                                          | 1918  | Half Past Eight            | E.B.Perkins              |                               |
| Custody Of The Child, The                      | 1922  | Our Nell                   |                          | niet gebruikt                 |
| Dance Alone With You                           | 1927  | Funny Face                 |                          | niet gebruikt                 |
| Dancing Hour                                   | 1925  | Tip-Toes                   |                          | niet gebruikt                 |
| Dancing Hour                                   | 1927  | Funny Face                 |                          | niet gebruikt                 |
| Dancing In The Streets                         | 1933  | Pardon My English          |                          |                               |
| Dancing Shoes                                  | 1921  | A Dangerous Maid           | Arthur Francis           |                               |
| Dawn Of A New Day                              | 1939  | geen                       |                          | New York World’s Fair         |
| Dead Men Tell No Tales                         | 1928  | Treasure Girl              |                          | niet gebruikt                 |
| Dear Little Girl                               | 1926  | Oh, Kay!                   |                          |                               |
| Delishious                                     | 1931  | Delicious                  |                          |                               |
| Demon Rum                                      | 1947  | The Shocking Miss Pilgrim  |                          |                               |
| Dimple On My Knee, The                         | 1931  | Of Thee I Sing             |                          |                               |
| Dixie Rose                                     | 1921  | geen                       | I. Ceasar, B. De Sylva   | voor een show van Al Jolson   |
| Do, Do, Do                                     | 1926  | Oh, Kay!                   |                          |                               |
| Do It Again                                    | 1922  | The French Doll            | B. De Sylva              |                               |
| Do What You Do                                 | 1929  | Show Girl                  | Ira en Gus Kahn          |                               |
| Don’t Ask!                                     | 1926  | Oh, Kay!                   |                          |                               |
| Double Dummy Drill                             | 1933  | Let ‘Em Eat Cake           |                          |                               |
| Doughnuts                                      | 1919  | Morris Gest Midnight Whirl | B. De Sylva, J. Mears    |                               |
| Dream Sequence                                 | 1931  | Delicious                  |                          |                               |
| Drifting Along With The Tide                   | 1921  | George White's Scandals    | Arthur Jackson           |                               |
| Embraceable You                                | 1930  | Girl Crazy                 |                          | voor Ming Toy (1929)          |
| End Of A String, The                           | 1924  | Lady, Be Good!             |                          |                               |
| Entrance Of The French Ambassador              | 1931  | Of Thee I Sing             |                          |                               |
| Entrance Of The Supreme Court                  | 1931  | Of Thee I Sing             |                          |                               |
| Evening Star                                   | 1924  | Lady, Be Good!             |                          | niet gebruikt                 |
| Every Girl Has A Way                           | 1921  | A Dangerous Maid           | Arthur Francis           | niet gebruikt                 |
| Everybody Swat The Profiteer                   | 1920  | George White’s Scandals    | Arthur Jackson           |                               |
| Ev’rybody Knows I Love Somebody                | 1928  | Rosalie                    |                          |                               |
| Fascinating Rhythm                             | 1924  | Lady, Be Good!             |                          |                               |
| Fatherland, Mother Of The Band                 | 1933  | Pardon My English          |                          | niet gebruikt                 |
| Feeling I’m Falling                            | 1928  | Treasure Girl              |                          |                               |
| Feeling Sentimental                            | 1929  | Show Girl                  |                          | niet gebruikt                 |
| Fidgety Feet                                   | 1926  | Oh, Kay!                   |                          |                               |
| Finest Of The Finest, The                      | 1927  | Funny Face                 |                          | niet gebruikt                 |
| Fletcher’s American Cheese Choral Society      | 1927  | Strike Up the Band         |                          | eerste editie                 |
| Fletcher’s American Chocolate Choral Society   | 1930  | Strike Up the Band         |                          | niet gebruikt                 |
| Foggy Day, A                                   | 1937  | A Damsel In Distress       |                          |                               |
| Follow The Drum                                | 1928  | Rosalie                    |                          |                               |
| Follow The Minstrel Band                       | 1929  | Show Girl                  | Ira en Gus Kahn          |                               |
| For You, For Me, For Evermore                  | 1947  | The Shocking Miss Pilgrim  |                          |                               |
| Fourteen Little Sirens                         | 1924  | Primrose                   |                          |                               |
| Freud And Jung And Adler                       | 1933  | Pardon My English          |                          | niet gebruikt                 |
| From Now On                                    | 1919  | La, La, Lucille            | A. Jackson, B. De Sylva  |                               |
| Funny Face                                     | 1927  | Funny Face                 |                          |                               |
| Futuristic Melody                              | 1921  | Snapshots                  | E. Goetz                 |                               |
| Gambler Of The West, The                       | 1930  | Girl Crazy                 |                          | niet gebruikt                 |
| Garcon, S’il Vous Plait                        | 1931  | Of Thee I Sing             |                          |                               |
| Garden Of Love                                 | 1923  | George White’s Scandals    | B. De Sylva              |                               |
| Gather Ye Rosebuds                             | 1925  | Tip-Toes                   |                          | niet gebruikt                 |
| Girl I Love, The                               | 1927  | Strike Up the Band         |                          | thema van The Man I Love      |
| Give Me My Mammy                               | 1923  | The Rainbow                | Clifford Grey            |                               |
| Gone, Gone, Gone!                              | 1935  | Porgy And Bess             | DuBose Heyward           | opera                         |
| Good-Bye To The Old Love                       | 1928  | Treasure Girl              |                          | niet gebruikt                 |
| Good Little Tune                               | 1918  | geen                       | Irving Ceasar            | nooit uitgevoerd              |
| Good Night, My Dear                            | 1923  | The Rainbow                | Clifford Grey            |                               |
| Got A Rainbow                                  | 1928  | Treasure Girl              |                          |                               |
| Guess Who                                      | 1926  | Oh, Kay!                   |                          | niet gebruikt                 |
| Gush-Gush-Gushing                              | 1918  | geen                       |                          | nooit uitgevoerd              |
| Hail The Happy Couple                          | 1933  | Pardon My English          |                          |                               |
| Half Of It, Dearie, Blues, The                 | 1924  | Lady, Be Good!             |                          |                               |
| Hang On To Me                                  | 1924  | Lady, Be Good!             |                          |                               |
| Hangin’ Around With You                        | 1930  | Strike Up the Band         |                          | 2e editie                     |
| Hanging Throttlebottom In The Morning          | 1933  | Let ‘Em Eat Cake           |                          |                               |
| Happy Birthday                                 | 1929  | Show Girl                  | Ira en Gus Kahn          |                               |
| Harbor Of Dreams                               | 1925  | Tip-Toes                   |                          | niet gebruikt                 |
| Harlem River Chanty                            | 1925  | Tip-Toes                   |                          | niet gebruikt                 |
| Harlem Serenade                                | 1929  | Show Girl                  | Ira en Gus Kahn          |                               |
| Has Anyone Seen My Joe?                        | 1919  | George White’s Scandals    | B. De Sylva              | opera: Blue Monday            |
| Have You Heard                                 | 1925  | Tell Me More               | Claude Hulbert           | Londen productie              |
| He Knows Milk                                  | 1930  | Strike Up the Band         |                          |                               |
| He Loves And She Loves                         | 1927  | Funny Face                 |                          |                               |
| Heaven On Earth                                | 1926  | Oh, Kay!                   | Ira en H. Dietz          |                               |
| Hell Of A Hole, A                              | 1933  | Let’ Em Eat Cake           |                          |                               |
| Hello, Good Morning                            | 1931  | Of Thee I Sing             |                          |                               |
| He-Man, The                                    | 1925  | Tell Me More               | Ira en B. De Sylva       | niet gebruikt                 |
| Here’s A Kiss For Cinderella                   | 1931  | Of Thee I Sing             |                          |                               |
| He’s Not Himself                               | 1933  | Pardon My English          |                          |                               |
| Hey! Hey! Let ‘Er Go!                          | 1924  | Sweet Little Devil         | B. De Sylva              |                               |
| High Hat                                       | 1927  | Funny Face                 |                          |                               |
| Hi-Ho!                                         | 1937  | Shall We Dance             |                          | niet gebruikt                 |
| Home Blues                                     | 1929  | Show Girl                  | Ira en Gus Kahn          |                               |
| Home Lovin’ Gal                                | 1929  | Show Girl                  | Ira en Gus Kahn          | niet gebruikt                 |
| Home Lovin’ Man                                | 1929  | Show Girl                  | Ira en Gus Kahn          | niet gebruikt                 |
| Homeward Bound                                 | 1927  | Strike Up the Band         |                          | 1e editie                     |
| Hong Kong                                      | 1918  | Half Past Eight            | Edward Perkins           |                               |
| Hooray For The U.S.A.!                         | 1924  | Sweet Little Devil         | B. De Sylva              |                               |
| Hoping That Some Day You’d Care                | 1927  | Strike Up the Band         |                          | 1e editie                     |
| How About A Man Like Me                        | 1927  | Strike Up the Band         |                          | 1e editie                     |
| How Beautiful                                  | 1931  | Of Thee I Sing             |                          |                               |
| How Can I Win You Now?                         | 1925  | Tell Me More               | Ira en B. De Sylva       |                               |
| How Could I Forget                             | 1929  | Show Girl                  | Ira en Gus Kahn          |                               |
| How Long Has This Been Going On?               | 1928  | Rosalie                    |                          | geschrapt in Funny Face       |
| How’ve-You-Been (On The Beach At)              | 1923  | George White’s Scandals    | B. De Sylva              |                               |
| I Can’t Be Bothered Now                        | 1937  | A Damsel In Distress       |                          |                               |
| I Can’t Tell Where They’re From                | 1922  | George White’s Scandals    | B. De Sylva, E. Goetz    |                               |
| I Don’t Know Why (When I Dance With You)       | 1920  | Dear Mable                 | Irving Ceasar            | niet gebruikt                 |
| I Don’t Think I’ll Fall In Love Today          | 1928  | Treasure Girl              |                          |                               |
| I Forgot What I Started To Say                 | 1928  | Rosalie                    |                          | niet gebruikt                 |
| I Found A Four Leaf Clover                     | 1922  | George White’s Scandals    | B. De Sylva              |                               |
| I Got Plenty o' Nuttin'                        | 1935  | Porgy And Bess             | Ira en DuBose Heyward    | opera                         |
| I Got Rhythm                                   | 1930  | Girl Crazy                 |                          |                               |
| I Just Looked At You                           | 1929  | Show Girl                  |                          | niet gebruikt                 |
| I Know A Foul Ball                             | 1933  | Let ‘Em Eat Cake           |                          |                               |
| I Love To Rhyme                                | 1938  | Goldwyn Follies            |                          |                               |
| I Love You                                     | 1921  | George White’s Scandals    | Arthur Jackson           |                               |
| I Love You, My Darling                         | 1924  | George White’s Scandals    | B. De Sylva              |                               |
| I Loves You, Porgy                             | 1935  | Porgy And Bess             | Ira en DuBose Heyward    | opera                         |
| I Make Hay While The Moon Shines               | 1924  | Primrose                   |                          |                               |
| I Mean To Say                                  | 1930  | Strike Up the Band         |                          | 2e editie                     |
| I Must Be Home By Twelve O’ Clock              | 1929  | Show Girl                  | Ira en Gus Kahn          |                               |
| I Need A Garden                                | 1924  | George White’s Scandals    | B. De Sylva              |                               |
| I Want To Be A War Bride                       | 1930  | Strike Up the Band         |                          | na de première gecanceld      |
| I Want To Marry A Marionette                   | 1928  | Treasure Girl              |                          | niet gebruikt                 |
| I Was Doing All Right                          | 1938  | Goldwyn Follies            |                          |                               |
| I Was So Young (You Were So Beautiful)         | 1919  | Good Morning, Judge        | I. Ceasar, A. Bryan      |                               |
| I Was The Most Beautiful Blossom               | 1931  | Of Thee I Sing             |                          |                               |
| I Won’t Give Up Till You Give In To Me         | 1936  | geen                       | Albert Stillman          |                               |
| I Won’t Say I Will, But I Won’t Say I Won’t    | 1923  | Little Miss Bluebeard      | De Sylva, Arthur Francis |                               |
| I’d Rather Charleston                          | 1924  | Lady, Be Good!             | Desmond Carter           |                               |
| Idle Dreams                                    | 1920  | George White’s Scandals    | Arthur Jackson           |                               |
| If I Became The President                      | 1930  | Strike Up the Band         |                          | 2e editie                     |
| If You Will Take Our Tip                       | 1927  | Funny Face                 |                          | niet gebruikt                 |
| I'll Build A Stairway To Paradise              | 1922  | George White’s Scandals    | De Sylva, Arthur Francis |                               |
| I’ll Show You A Wonderful World                | 1919  | Morris Gest Midnight Whirl | B. De Sylva, J. Mears    |                               |
| Illegitimate Daughter, The                     | 1931  | Of Thee I Sing             |                          |                               |
| I’m A Poached Egg                              | 1964? | Kiss Me, Stupid            |                          | Billy Wilder film uit 1964    |
| I’m About To Be A Mother                       | 1931  | Of Thee I Sing             |                          |                               |
| I’m Going Back                                 | 1924  | George White’s Scandals    | B. De Sylva              |                               |
| I’m Gonna See My Mother                        | 1922  | George White’s Scandals    | B. De Sylva              | opera: Blue Monday            |
| I’m Just A Bundle Of Sunshine                  | 1929  | Show Girl                  | Ira en Gus Kahn          | niet gebruikt                 |
| I’m On My Way                                  | 1935  | Porgy And Bess             | DuBose Heyward           | opera                         |
| I’m Out For No Good Reason Tonight             | 1929  | Show Girl                  | Ira en Gus Kahn          | niet gebruikt                 |
| I’m Somethin’ On Avenue A                      | 1925  | Tell Me More!              |                          | niet gebruikt                 |
| In Sardinia                                    | 1925  | Tell Me More               | Ira en B. De Sylva       |                               |
| In The Mandarin’s Orchid Garden                | 1929  | Ming Toy                   |                          | musical is gecanceld          |
| In The Rain                                    | 1923  | The Rainbow                | Clifford Grey            |                               |
| In The Rattle Of The Battle                    | 1930  | Strike Up the Band         |                          | 2e editie                     |
| In The Swim                                    | 1927  | Funny Face                 |                          |                               |
| In Three-Quarter Time                          | 1933  | Pardon My English          |                          |                               |
| Invalid Entrance                               | 1927  | Funny Face                 |                          | niet gebruikt                 |
| Isn’t It A Pity                                | 1933  | Pardon My English          |                          |                               |
| Isn’t It Terrible What They Did To Mary Queen  | 1924  | Primrose                   | Desmond Carter           |                               |
| Isn’t It Wonderful                             | 1924  | Primrose                   | Ira en D. Carter         |                               |
| It Ain't Necessarily So                        | 1935  | Porgy And Bess             |                          | opera                         |
| It Is The Fourteenth Of July                   | 1924  | Primrose                   | Desmond Carter           |                               |
| It Take A Long Pull To Get There               | 1935  | Porgy And Bess             | DuBose Heyward           | opera                         |
| It’s A Great Little World                      | 1925  | Tip-Toes                   |                          |                               |
| It’s Great To Be In Love                       | 1919  | La, La, Lucille            | A. Jackson, B. De Sylva  |                               |
| It’s Hard To Tell                              | 1919  | La, La, Lucille            | A. Jackson, B. De Sylva  |                               |
| I've Got A Crush On You                        | 1928  | Treasure Girl              |                          |                               |
| I've Got A Crush On You                        | 1930  | Strike Up the Band         |                          | 2e editie                     |
| I’ve Got To Be There                           | 1933  | Pardon My English          |                          |                               |
| Jijibo, The                                    | 1924  | Sweet Little Devil         | B. De Sylva              |                               |
| Jilted                                         | 1931  | Of Thee I Sing             |                          |                               |
| Jolly Tar And The Milkmaid, The                | 1937  | A Damsel In Distress       |                          |                               |
| Juanita                                        | 1924  | Lady, Be Good!             |                          |                               |
| Just A Tiny Cup Of Tea                         | 1922  | George White’s Scandals    | B. De Sylva              |                               |
| Just Another Rhumba                            | 1938  | Goldwyn Follies            |                          | niet gebruikt                 |
| Just Missed The Opening Chorus                 | 1924  | George White’s Scandals    | B. De Sylva              |                               |
| Just Supposing                                 | 1924  | Sweet Little Devil         | B. De Sylva              |                               |
| Just To Know You Are Mine                      | 1921  | A Dangerous Maid           | Arthur Francis           |                               |
| Katinka                                        | 1923  | George White’s Scandals    | Sylva, Goetz, McDonald   |                               |
| Katinkitschka                                  | 1931  | Delicious                  |                          |                               |
| Kickin’ The Clouds Away                        | 1925  | Tell Me More               | Ira en B. De Sylva       |                               |
| King Of Swing                                  | 1936  | geen                       | Albert Stillman          | Radio City Music Hall         |
| Kongo Kate                                     | 1924  | George White’s Scandals    | B. De Sylva              |                               |
| K-Ra-Zy For You                                | 1928  | Treasure Girl              |                          |                               |
| Lady Luck                                      | 1925  | Tip-Toes                   |                          |                               |
| Lady Of The Moon                               | 1929  | Ming Toy                   |                          | musical is gecanceld          |
| Land Of The Gay Caballero                      | 1930  | Girl Crazy                 |                          |                               |
| Laugh Your Cares Away                          | 1923  | George White’s Scandals    | Sylva, Goetz, McDonald   |                               |
| League Of Nations, The                         | 1918  | Morris Gest Midnight Whirl | B. De Sylva, J. Mears    |                               |
| Leave It To Love                               | 1924  | Lady, Be Good!             |                          |                               |
| Leavin’ Fo’ De Promis’ Lan’                    | 1935  | Porgy And Bess             | DuBose Heyward           | opera                         |
| Leaving Town While We May                      | 1924  | Primrose                   | Desmond carter           |                               |
| Let Cutie Cut Your Cuticle                     | 1919  | Morris Gest Midnight Whirl | B. De Sylva, J. Mears    |                               |
| Let ’Em Eat Cake                               | 1933  | Let ‘Em Eat Cake           |                          |                               |
| Let ‘Em Eat Caviar                             | 1933  | Let ‘Em Eat Cake           |                          |                               |
| Let Me Be A Friend To You                      | 1928  | Rosalie                    |                          |                               |
| Let’s Be Lonesome Together                     | 1923  | George White’s Scandals    | B. De Sylva, E. Goetz    |                               |
| Let's Call The Whole Thing Off                 | 1937  | Shall We Dance             |                          |                               |
| Let’s Kiss And Make Up                         | 1927  | Funny Face                 |                          |                               |
| Life Of A Rose, The                            | 1923  | George White’s Scandals    | B. De Sylva              |                               |
| Life’s Too Short To Be Blue                    | 1925  | Tip-Toes                   |                          | niet gebruikt                 |
| Limehouse Nights                               | 1919  | Morris Gest Midnight Whirl | B. De Sylva, J. Mears    |                               |
| Linger In The Lobby                            | 1924  | Lady, Be Good!             |                          |                               |
| Little Jazz Bird                               | 1924  | Lady, Be Good!             |                          |                               |
| Little Scandal Dolls                           | 1923  | George White’s Scandals    | Sylva, Goetz, McDonald   |                               |
| Little Theatre Of Our Own                      | 1919  | geen                       |                          |                               |
| Live Wire, The                                 | 1924  | Primrose                   |                          | niet gebruikt                 |
| Liza                                           | 1929  | Show Girl                  | Ira en Gus Kahn          |                               |
| Lo-La-Lo                                       | 1923  | George White’s Scandals    | B. De Sylva              |                               |
| Lolita, My Love                                | 1929  | Show Girl                  | Ira en Gus Kahn          |                               |
| Lonesome Cowboy, The                           | 1930  | Girl Crazy                 |                          |                               |
| Look At The Damn Thing Now                     | 1928  | Funny Face                 |                          |                               |
| Look In The Looking Glass                      | 1923  | George White’s Scandals    | Sylva, Goetz, McDonald   |                               |
| Looking For A Boy                              | 1925  | Tip-Toes                   |                          |                               |
| Lorelei, The                                   | 1933  | Pardon My English          |                          |                               |
| Love, I Never Knew                             | 1925  | Tell Me More               | Desmond Carter           | Londen productie              |
| Love Is Here To Stay                           | 1938  | Goldwyn Follies            |                          | Gershwins laatste song        |
| Love is In The Air                             | 1925  | Tell Me More               | Ira en B. De Sylva       |                               |
| Love Is Sweeping The Country                   | 1931  | Of Thee I Sing             |                          |                               |
| Love Of A Wife, The                            | 1919  | La, La, Lucille            | A. Jackson, B. De Sylva  | niet gebruikt                 |
| Love Walked In                                 | 1938  | Goldwyn Follies            |                          |                               |
| Lovers Of Art                                  | 1924  | George White’s Scandals    | B. De Sylva              |                               |
| Lu Lu                                          | 1920  | Broadway Brevities         | Arthur Jackson           |                               |
| Luckiest Man In The World                      | 1933  | Pardon My English          |                          |                               |
| Mademoiselle In New Rochelle                   | 1930  | Strike Up the Band         |                          | 2e editie                     |
| Mah-Jongg                                      | 1924  | George White’s Scandals    | B. De Sylva              | niet in Sweet Little Devil    |
| Man I Love, The (*)                            | 1924  | Lady, Be Good!             |                          | niet gebruikt                 |
| Man Of High Degree, A                          | 1930  | Strike Up the Band         |                          | 2e editie                     |
| Matrimonial Handicap, The                      | 1924  | Sweet Little Devil         | B. De Sylva              |                               |
| Maybe                                          | 1926  | Oh, Kay!                   |                          |                               |
| Meadow Serenade                                | 1927  | Strike Up the Band         |                          | 1e editie                     |
| Midnight Bells                                 | 1925  | Song Of The Flame          | Harbach, Hammerstein     |                               |
| Midnight Blues                                 | 1923  | The Rainbow                | Clifford Grey            |                               |
| Military Dancing Drill                         | 1927  | Strike Up the Band         |                          | 1e editie +2e editie uit 1930 |
| Mine                                           | 1933  | Let’ Em Eat Cake           |                          |                               |
| Mischa, Jascha, Toscha, Sascha                 | 1921  | geen                       | Arthur Francis           | ode aan vier violisten        |
| Molly-On-The-Shore                             | 1921  | geen                       |                          |                               |
| Money, Money, Money!                           | 1919  | La, La, Lucille            | A. Jackson, B. De Sylva  |                               |
| Moon Is On The Sea, The                        | 1926  | Oh, Kay!                   |                          |                               |
| Moonlight In Versailles                        | 1923  | The Rainbow                | Clifford Grey            |                               |
| Mophams, The                                   | 1924  | Primrose                   | Desmond Carter           |                               |
| Mr. And Mrs. Sipkin                            | 1925  | Tell Me More               | Ira en B. De Sylva       |                               |
| Murderous Monty (And Light-Fingered Jane)      | 1925  | Tell Me More               | Desmond Carter           | niet gebruikt                 |
| My Cousin In Milwaukee                         | 1933  | Pardon My English          |                          |                               |
| My Fair Lady                                   | 1925  | Tell Me More               | Ira en B. De Sylva       |                               |
| My Lady                                        | 1920  | George White’s Scandals    | Arthur Jackson           |                               |
| My Little Ducky                                | 1924  | Sweet Little Devil         | B. De Sylva              | niet gebruikt                 |
| My Log-Cabin Home                              | 1921  | The Perfect Fool           | I. Ceasar, B. De Sylva   |                               |
| My Man’s Gone Now                              | 1935  | Porgy And Bess             | DuBose Heyward           | opera                         |
| My Old Love Is My New Love                     | 1920  | George White’s Scandals    | Arthur Jackson           |                               |
| My One And Only                                | 1927  | Funny Face                 |                          |                               |
| My Sunday Fella                                | 1929  | Show Girl                  | Ira en Gus Kahn          |                               |
| Nashville Nightingale                          | 1923  | Nifties                    | Irving Ceasar            |                               |
| Naughty baby                                   | 1924  | Primrose                   | Ira en Desmond Carter    |                               |
| Never Was There A Girl So Fair                 | 1931  | Of Thee I Sing             |                          |                               |
| New York Serenade                              | 1928  | Rosalie                    |                          |                               |
| Nice Baby                                      | 1925  | Tip-Toes                   |                          |                               |
| Nice Work If You Can Get It                    | 1937  | A Damsel In Distress       |                          |                               |
| Night Time In Araby                            | 1924  | George White’s Scandals    |                          |                               |
| Nightie-Night                                  | 1925  | Tip-Toes                   |                          |                               |
| No Comprenez, No Capish, No Versteh!           | 1933  | Let ‘Em Eat Cake           |                          |                               |
| No One Else But That Girl Of Mine              | 1921  | The Perfect Fool           | Irving Ceasar            |                               |
| No Tickee, No Washee                           | 1933  | Pardon My English          |                          | niet gebruikt                 |
| Nobody But You                                 | 1919  | La, La, Lucille            | A. Jackson, B. De Sylva  |                               |
| O Land Of Mine, America                        | 1919  | geen                       |                          | voor een wedstrijd            |
| Of Thee I Sing, Baby                           | 1931  | Of Thee I Sing             |                          |                               |
| Official, Resume                               | 1930  | Strike Up the Band         |                          | 2e editie                     |
| Oh Bess, Oh Where’s My Bess                    | 1935  | Porgy And Bess             |                          | opera                         |
| Oh, De Lawd Shake De Heaven                    | 1935  | Porgy And Bess             | DuBose Heyward           | opera                         |
| Oh, Doctor Jesus                               | 1935  | Porgy And Bess             | Ira en DuBose Heyward    | opera                         |
| Oh Gee! Oh Joy!                                | 1928  | Rosalie                    | Ira en P. Wodehouse      |                               |
| Oh, I Can’t Sit Down                           | 1935  | Porgy And Bess             |                          | opera                         |
| Oh, Kay!                                       | 1926  | Oh, Kay!                   | Ira en H. Dietz          |                               |
| Oh, Lady, Be Good!                             | 1924  | Lady, Be Good!             |                          |                               |
| Oh! Nina                                       | 1923  | The Rainbow                | Clifford Grey            |                               |
| Oh, So Nice                                    | 1928  | Treasure Girl              |                          |                               |
| Oh, This Is Such A Lovely War                  | 1927  | Strike Up the Band         |                          | 1e editie                     |
| Oh, What She Hangs Out                         | 1922  | George White’s Scandals    | B. De Sylva, E. Goetz    |                               |
| On And On And On                               | 1933  | Let ‘Em Eat Cake           |                          |                               |
| On My Mind The Whole Night Long                | 1920  | George White’s Scandals    | Arthur Jackson           |                               |
| On The Brim Of Her Old-Fashioned Bonnet        | 1921  | Snapshots                  | E. Goetz                 |                               |
| Once                                           | 1925  | Tell Me More               |                          | niet gebruikt                 |
| Once                                           | 1927  | Funny Face                 |                          |                               |
| One Man                                        | 1929  | Show Girl                  | Ira en Gus Kahn          |                               |
| One, Two, Three                                | 1946  | The Shocking Miss Pilgrim  |                          |                               |
| Oo, How I Love To Be Loved By You              | 1919  | La, La, Lucille            | Lou Paley                |                               |
| Our Little Captain                             | 1925  | Tip-Toes                   |                          |                               |
| Our Little Kitchenette                         | 1919  | La, La, Lucille            |                          | niet gebruikt                 |
| Overflow                                       | 1935  | Porgy And Bess             | DuBose Heyward           | opera                         |
| Pardon My English                              | 1933  | Pardon My English          |                          |                               |
| Patriotic Rally                                | 1927  | Strike Up the Band         |                          | ook in 2e editie uit 1930     |
| Pay Some Attention To Me                       | 1937  | A Damsel In Distress       |                          |                               |
| Pep! Zip! And Punch!                           | 1924  | Primrose                   |                          | niet gebruikt                 |
| Pepita                                         | 1924  | Sweet Little Devil         |                          | niet gebruikt                 |
| Phoebe                                         | 1921  | geen                       | Ira en Lou Paley         | augustus 1921                 |
| Pidgee Woo                                     | 1921  | A Dangerous Maid           | Arthur Francis           | niet gebruikt                 |
| Place In The Country                           | 1928  | Treasure Girl              |                          |                               |
| Poetry Of Motion, The                          | 1925  | Tell Me More               | Ira en B. De Sylva       |                               |
| Poor Michael! Poor Golo!                       | 1933  | Pardon My English          |                          |                               |
| Poppyland                                      | 1919  | Morris Gest Midnight Whirl | B. De Sylva, J. Mears    |                               |
| Prosperity Is Just Around The Corner           | 1931  | Of Thee I Sing             |                          |                               |
| Queen Isabella                                 | 1920  | George White’s Scandals    | Arthur Jackson           |                               |
| Quite A Party                                  | 1924  | Sweet Little Devil         | B. De Sylva              |                               |
| Ragging The Traumerei                          | 1913  | geen                       | Leonard Praskins         | misschien 1914                |
| Rainy Afternoon Girls                          | 1924  | Lady, Be Good!             |                          |                               |
| Real American Folk Song (Is A Rag), The        | 1918  | Ladies First               |                          |                               |
| Red Headed Woman, A                            | 1935  | Porgy And Bess             |                          | opera                         |
| Ring A Ding A Ding Dong Dell                   | 1930  | Strike Up the Band         |                          | 2e editie                     |
| Rosalie                                        | 1928  | Rosalie                    |                          | niet gebruikt                 |
| Rose Of Madrid                                 | 1924  | George White’s Scandals    |                          | B. De Sylva                   |
| Roses Of France                                | 1924  | Primrose                   | Desmond Carter           |                               |
| ‘S Wonderful                                   | 1927  | Funny Face                 |                          |                               |
| Sam And Delilah                                | 1930  | Girl Crazy                 |                          |                               |
| Same Old Story, The                            | 1924  | Sweet Little Devil         | B. De Sylva              |                               |
| Say No!                                        | 1928  | Rosalie                    | Ira en P. Wodehouse      |                               |
| Scandal Walk                                   | 1920  | George White’s Scandals    | Arthur Jackson           |                               |
| Seeing Dickie Home                             | 1924  | Lady, Be Good!             |                          | niet gebruikt                 |
| Senatorial Roll Call, The                      | 1931  | Of Thee I Sing             |                          |                               |
| Seventeen And Twenty-One                       | 1927  | Strike Up the Band         |                          | eerste editie                 |
| Shall We Dance                                 | 1937  | Shall We Dance             |                          |                               |
| She’s Just A Baby                              | 1921  | George White’s Scandals    | Arthur Jackson           |                               |
| Shirts By The Millions                         | 1933  | Let ‘Em Eat Cake           |                          |                               |
| Shop Girls And Mannikins                       | 1925  | Tell Me More               | Ira en B. De Sylva       |                               |
| Show Me The Town                               | 1928  | Oh, Kay!                   |                          | niet gebruikt                 |
| Signal, The                                    | 1925  | Song Of The Flame          | Harbach, Hammerstein     |                               |
| Simple Life, The                               | 1921  | A Dangerous Maid           | Arthur Francis           |                               |
| Since I Found You                              | 1913  | geen                       | Leonard Praskins         | eerste song van Gershwin      |
| Sing A Little Song                             | 1927  | Funny Face                 |                          |                               |
| Sing Of Spring                                 | 1937  | A Damsel In Distress       |                          |                               |
| Sing Song Girl                                 | 1929  | Ming Toy                   |                          | musical is gecanceld          |
| Singin’ Pete                                   | 1924  | Lady, Be Good!             |                          | niet gebruikt                 |
| Sirens, The                                    | 1921  | A Dangerous Maid           | Arthur Francis           |                               |
| Skull And Bones                                | 1928  | Treasure Girl              |                          |                               |
| Slap That Bass                                 | 1937  | Shall We Dance             |                          |                               |
| Snow Flakes                                    | 1920  | Broadway Brevities         | Arthur Jackson           |                               |
| So Am I                                        | 1924  | Lady, Be Good!             |                          |                               |
| So Are You                                     | 1929  | Show Girl                  | Ira en Gus Kahn          |                               |
| So What                                        | 1933  | Pardon My English          |                          |                               |
| Some Far-Away Someone                          | 1924  | Primrose                   | Ira en B. De Sylva       |                               |
| Some Girls Can Bake A Pie                      | 1931  | Of Thee I Sing             |                          |                               |
| Some Rain Must Fall                            | 1921  | A Dangerous Maid           | Arthur Francis           |                               |
| Some Wonderful Sort Of Someone                 | 1918  | Ladies First               | Schuyler Greene          |                               |
| Somebody From Somewhere                        | 1931  | Delicious                  |                          |                               |
| Somebody Loves Me                              | 1924  | George White’s Scandals    | B. De Sylva, McDonald    |                               |
| Somebody Stole My Heart Away                   | 1929  | Show Girl                  | Ira en Gus Kahn          | niet gebruikt                 |
| Somehow It Seldom Comes True                   | 1919  | La, La, Lucille            | A. Jackson, B. De Sylva  |                               |
| Someone                                        | 1922  | For Goodness Sake          | Arthur Francis           |                               |
| Someone To Watch Over Me                       | 1926  | Oh, Kay!                   |                          |                               |
| Someone Who Believes In You                    | 1924  | Sweet Little Devil         | B. De Sylva              |                               |
| Someone’s Always Calling A Rehearsel           | 1929  | Show Girl                  | Ira en Gus Kahn          |                               |
| Something About Love                           | 1919  | The Lady In Red            | Lou Paley                |                               |
| Something Peculiar                             | 1921  | geen                       | Ira en Lou Paley         |                               |
| Something Peculiar                             | 1930  | Girl Crazy                 |                          | niet gebruikt                 |
| Songs Of Long Ago, The                         | 1920  | George White’s Scandals    | Arthur Jackson           |                               |
| Soon                                           | 1930  | Strike Up the Band         |                          | 2e editie                     |
| Sophia                                         | 1964? | Kiss Me, Stupid            |                          | Billy Wilder film uit 1964    |
| South Sea Isles (Sunny South Sea Islands)      | 1921  | George White’s Scandals    | Arthur Jackson           |                               |
| Spanish Love                                   | 1920  | Broadway Brevities         | Irving Ceasar            |                               |
| Stand Up And Fight                             | 1946  | The Shocking Miss Pilgrim  |                          |                               |
| Stepping With Baby                             | 1926  | Oh, Kay!                   |                          | niet gebruikt                 |
| Stiff Upper Lip                                | 1937  | A Damsel In Distress       |                          |                               |
| Street Cries (Strawberry Woman, Crab Man)      | 1935  | Porgy And Bess             | DuBose Heyward           | opera                         |
| Strike, Strike, Strike                         | 1924  | Sweet Little Devil         | B. De Sylva              |                               |
| Strike Up the Band!                            | 1927  | Strike Up the Band         |                          | + 2e editie uit 1930          |
| Strut Lady With Me                             | 1923  | The Rainbow                | Clifford Grey            |                               |
| Summertime                                     | 1921  | Two Little Girls in Blue   | Paul Lannin              | niet gebruikt                 |
| Summertime                                     | 1935  | Porgy And Bess             | DuBose Heyward           | opera                         |
| Sun Is On The Sea, The                         | 1926  | Oh, Kay!                   |                          | niet gebruikt                 |
| Sunday In London Town                          | 1923  | The Rainbow                | Clifford grey            | niet gebruikt                 |
| Sunshine Trail, The                            | 1923  | The Sunshine Trail         | Arthur Francis           |                               |
| Swanee                                         | 1919  | Capitol Revue              | Irving Ceasar            |                               |
| Swanee Rose                                    | 1921  | geen                       | I. Ceasar, B. De Sylva   | geschreven voor Al Jolson     |
| Sweet And Low-Down                             | 1925  | Tip-Toes                   |                          |                               |
| Sweet Little Devil                             | 1924  | Sweet Little Devil         | B. De Sylva              | niet gebruikt                 |
| Sweet Packard                                  | 1946  | The Shocking Miss Pilgrim  |                          |                               |
| Sweetheart (I’m So Glad That I met You)        | 1923  | The Rainbow                | Clifford Grey            |                               |
| Swiss Miss                                     | 1924  | Lady, Be Good!             | Ira en Arthur Jackson    |                               |
| System                                         | 1924  | Sweet Little Devil         | B. De Sylva              |                               |
| Tee-Oodle-Um-Bum-Bo                            | 1919  | La, La, Lucille            | A. Jackson, B. De Sylva  |                               |
| Tell Me More                                   | 1925  | Tell Me More               | Ira en B. De Sylva       |                               |
| Tell Me Doc                                    | 1927  | Funny Face                 |                          |                               |
| The Ten Commandments Of Love                   | 1918  | Half Past Eight            | Edward Perkins           |                               |
| The Ten Commandments Of Love                   | 1919  | La, La, Lucille            | A. Jackson, B. De Sylva  |                               |
| Thanks To You                                  | 1931  | Delicious                  |                          | niet gebruikt                 |
| That American Of Mine                          | 1923  | The Dancing Girl           | Irving Ceasar            |                               |
| That Certain Feeling                           | 1925  | Tip-Toes                   |                          |                               |
| That Lost Barber Shop                          | 1926  | Americana                  |                          |                               |
| That New-Fangled Mother Of Mine                | 1924  | Primrose                   | Desmond Carter           |                               |
| That’s What He Did                             | 1933  | Let ‘Em Eat Cake           |                          |                               |
| There Is Nothing Too Good For You              | 1923  | George White’s Scandals    | B. De Sylva, E. Goetz    |                               |
| There Was Never Such A Charming War            | 1930  | Strike Up the Band         |                          | niet gebruikt in 2e editie    |
| There's A Boat Dat's Leavin' Soon For New York | 1935  | Porgy And Bess             |                          | opera                         |
| There’s Magic In The Air                       | 1918  | Half Past Eight            |                          |                               |
| There’s More To The Kiss Than The X-X-X        | 1919  | Good Morning Judge         | Irving Ceasar            |                               |
| These Charming People                          | 1925  | Tip-Toes                   |                          |                               |
| They All Laughed                               | 1937  | Shall We Dance             |                          |                               |
| They Can't Take That Away From Me              | 1937  | Shall We Dance             |                          |                               |
| They Pass By Singing                           | 1935  | Porgy And Bess             | DuBose Heyward           | opera                         |
| Things Are Looking Up                          | 1937  | A Damsel In Distress       |                          |                               |
| This Particular Party                          | 1928  | Treasure Girl              |                          | niet gebruikt                 |
| Those Eyes                                     | 1927  | Funny Face                 |                          | niet gebruikt                 |
| Three Times A Day                              | 1925  | Tell Me More               | Ira en B. De Sylva       |                               |
| Throttle Throttlebottom                        | 1933  | Let ‘Em Eat Cake           |                          |                               |
| Throw ‘Er In High                              | 1923  | George White’s Scandals    | B. De Sylva, E. Goetz    |                               |
| Till I Meet Someone Like You                   | 1924  | Primrose                   |                          |                               |
| Till Then                                      | 1933  | geen                       |                          | nooit uitgebracht             |
| Time And Time Again                            | 1935  | Porgy And Bess             | Du Bose Heyward          | opera                         |
| Tip-Toes                                       | 1925  | Tip-Toes                   |                          |                               |
| Toddlin’ Along                                 | 1930  | 9:15 Revue                 |                          |                               |
| Together At Last                               | 1933  | Pardon My English          |                          | niet gebruikt                 |
| Tomale (I’m Hot For You)                       | 1921  | geen                       | B. De Sylva              | geschreven voor Al Jolson     |
| Tonight                                        | 1933  | Pardon My English          |                          |                               |
| Tonight’s The Night                            | 1929  | Show Girl                  |                          | niet gebruikt                 |
| Tour Of The Town                               | 1946  | The Shocking Miss Pilgrim  |                          | niet gebruikt                 |
| Tra-La-La                                      | 1922  | For Goodness Sake          | Arthur Francis           |                               |
| Treasure Island                                | 1928  | Treasure Island            |                          | niet gebruikt                 |
| Treat Me Rough                                 | 1930  | Girl Crazy                 |                          |                               |
| True Love                                      | 1921  | A Dangerous Maid           | Arthur Francis           |                               |
| True To Them All                               | 1928  | Rosalie                    |                          | niet gebruikt                 |
| Trumpeter, Blow Your Horn                      | 1931  | Of Thee I Sing             |                          |                               |
| Tum On And Tiss Me                             | 1920  | George White’s Scandals    | Arthur Jackson           |                               |
| Tune In (To Station J.O.Y)                     | 1924  | George White’s Scandals    | B. De Sylva              |                               |
| Tweedledee For President                       | 1933  | Let ‘Em Eat Cake           |                          |                               |
| Typical Self-Made American, A                  | 1927  | Strike Up the Band         |                          | + 2e editie uit 1930          |
| Ukulele Lorelei                                | 1925  | Tell Me More               | Ira en B. De Sylva       |                               |
| Under A One-Man Top                            | 1924  | Sweet Little Devil         | B. De Sylva              |                               |
| Union Square                                   | 1933  | Let ‘Em Eat Cake           |                          |                               |
| Unofficial Spokesman, The                      | 1927  | Strike Up the Band         |                          | + 2e editie uit 1930          |
| Up And At ‘Em                                  | 1933  | Let ‘Em Eat Cake           |                          |                               |
| Virginia (Don’t Go Too Far)                    | 1924  | Sweet Little Devil         | B. De Sylva              |                               |
| Wait A Bit, Susie                              | 1928  | Primrose                   | Ira en Desmond Carter    |                               |
| Waiting For The Sun To Come Out                | 1920  | The Sweetheart Shop        | Arthur Francis           |                               |
| Waiting For The Train                          | 1925  | Tip-Toes                   |                          |                               |
| Wake Up, Brother, And Dance                    | 1937  | Shall We Dance             |                          | niet gebruikt                 |
| Walking Home With Angeline                     | 1922  | Our Nell                   | Brian Hooker             |                               |
| Waltzing Is Better Sitting Down                | 1946  | The Shocking Miss Pilgrim  |                          |                               |
| War That Ended War, The                        | 1927  | Strike Up the Band         |                          | alleen in 1e editie           |
| We                                             | 1925  | Tip-Toes                   |                          | niet gebruikt                 |
| We Are Visitors                                | 1929  | Ming Toy                   |                          | nooit uitgebracht             |
| We Go To Church On Sunday                      | 1922  | Our Nell                   | Brian Hooker             |                               |
| Weather Man                                    | 1924  | Lady, Be Good!             |                          |                               |
| Welcome Song                                   | 1946  | Shocking Miss Pilgrim      |                          |                               |
| We’re All A-Worry, All Agog                    | 1927  | Funny Face                 |                          | niet gebruikt                 |
| We’re Here Because                             | 1924  | Lady, Be Good!             |                          |                               |
| We’re Pals                                     | 1919  | Dere Mable                 | Irving Ceasar            |                               |
| What Are We Here For                           | 1928  | Treasure Girl              |                          |                               |
| What Causes That?                              | 1928  | Treasure Girl              |                          |                               |
| What Sort Of Wedding Is This?                  | 1933  | Pardon My English          |                          |                               |
| What You Want With Bess?                       | 1935  | Porgy And Bess             | Du Bose Heyward          | opera                         |
| What’s The Big Idea?                           | ??    | geen                       |                          | geschreven midden jaren 20    |
| What’s The Use?                                | 1926  | Oh, Kay!                   |                          | niet gebruikt                 |
| When Cadets Parade                             | 1928  | Rosalie                    |                          | niet gebruikt                 |
| When Do We Dance?                              | 1925  | Tip-Toes                   |                          |                               |
| When East Meets West                           | 1921  | George White’s Scandals    | Arthur Jackson           |                               |
| When It’s Cactus Time In Arizona               | 1930  | Girl Crazy                 |                          |                               |
| When Our Ship Comes Sailing In                 | 1926  | Oh, Kay!                   |                          | niet gebruikt                 |
| When The Armies Disband                        | 1918  | geen                       | Irving Ceasar            | promotieclip                  |
| When The Debbies Go By                         | 1925  | Tell Me More               | Ira en B. De Sylva       |                               |
| When The Judges Doff The Ermine                | 1933  | Let ‘Em Eat Cake           |                          |                               |
| When The Night One Come Along                  | 1928  | Rosalie                    |                          | niet gebruikt                 |
| When There’s A Chance To Dance                 | 1917  | geen                       |                          | misschien 1918                |
| When Toby Is Out Of Town                       | 1924  | Primrose                   | Desmond Carter           |                               |
| When You Live In A Furnished Flat              | 1919  | La, La, Lucille            | A. Jackson, B. De Sylva  |                               |
| When You Want ‘Em, You Can’t Get ‘Em           | 1916  | geen                       | Murray Roth              | eerste gepubliceerde song     |
| When You’re Single                             | 1927  | Funny Face                 |                          | niet gebruikt                 |
| Where Is She?                                  | 1923  | George White’s Scandals    | B. De Sylva              |                               |
| Where Is The Man Of My Dreams?                 | 1922  | George White’s Scandals    | B. De Sylva, E. Goetz    |                               |
| Where You Go, I Go                             | 1933  | Pardon My English          |                          |                               |
| Where’s The Boy? Here’s The Girl!              | 1928  | Treasure Girl              |                          |                               |
| Who Cares?                                     | 1931  | Of Thee I Sing             |                          |                               |
| Who Is The Lucky Girl To Be?                   | 1931  | Of Thee I Sing             |                          |                               |
| Who Is The Greatest?                           | 1933  | Let ‘Em Eat Cake           |                          |                               |
| Why Do I Love You?                             | 1925  | Tell Me More               | Ira en B. De Sylva       |                               |
| Will You Remember Me?                          | 1924  | Lady, Be Good!             |                          | niet gebruikt                 |
| Wintergreen For President                      | 1931  | Of Thee I Sing             |                          |                               |
| Woman Is A Sometime Thing, A                   | 1935  | Porgy And Bess             | DuBose Heyward           | opera                         |
| Woman To Lady                                  | 1935  | Porgy And Bess             | DuBose Heyward           | opera                         |
| Woman’s Touch, The                             | 1926  | Oh, Kay!                   |                          |                               |
| Wonderful Party, A                             | 1924  | Lady, Be Good!             |                          |                               |
| World Is Mine, The                             | 1927  | Funny Face                 |                          | niet gebruikt                 |
| Yan-Kee                                        | 1920  | geen                       | Irving Ceasar            |                               |
| Yankee Doodle Blues, The                       | 1922  | Spice                      | I. Ceasar, B. De Sylva   |                               |
| Yankee Doodle Rhythm                           | 1927  | Strike Up the Band         |                          | 1e editie                     |
| Year After Year                                | 1924  | George White’s Scandals    | B. De Sylva              |                               |
| You And I                                      | 1923  | George White’s Scandals    | De Sylva, Goetz, Donald  |                               |
| You Can’t Unscramble Scrambled Eggs            | 1930  | Girl Crazy                 |                          | niet gebruikt                 |
| You Know How It Is                             | 1928  | Rosalie                    |                          | niet gebruikt                 |
| You Started It                                 | 1931  | Delicious                  |                          | niet gebruikt                 |
| You-Oo Just You                                | 1918  | Hitchy-Koo                 | Irving Ceasar            |                               |
| You’ve Got What Gets Me                        | 1932  | Girl Crazy                 |                          | 1e filmversie                 |

* De eerste zangeres die The Man I Love zong, was Adèle Astaire, zus van Fred, in de show Lady, Be Good! van 1924. De song werd geschrapt uit het programma en daarna gebruikt voor de eerste editie van Strike Up the Band in 1927 waar het vertolkt werd door Vivian Hart. Ten slotte werd het enigszins herschreven voor Marilyn Miller in de show Rosalie van 1928 maar ook voor die show werd het geschrapt. Het was het favoriete nummer van Maurice Ravel.

## Overzicht musicals waar Gershwin alle songs voor schreef
| show                            | jaar | aantal songs | geschrapte songs | aantal voor- stellingen | plaats        | theater                |
| La, La, Lucille                 | 1919 | 15           | 4                | 104                     | Washington    | Henry Miller Theatre   |
| Morris Gest Midnight Whirl      | 1919 | 7            | -                | 110                     | New York      | Century Grove          |
| George White's Scandals of 1920 | 1920 | 8            | 2                | 134                     | New York      | Globe Theatre          |
| A Dangerous Maid                | 1921 | 10           | 2                | 1: try-out              | Atlantic City | Nixon’s Apollo Theatre |
| George White's Scandals of 1921 | 1921 | 5            | -                | 97                      | New York      | Liberty Theatre        |
| George White's Scandals of 1922 | 1922 | 12           | -                | 88                      | New York      | Globe Theatre          |
| The Rainbow                     | 1923 | 13           | 3                | 113                     | Londen        | Empire Theatre         |
| George White's Scandals of 1923 | 1923 | 13           | -                | 168                     | New York      | Globe Theatre          |
| Sweet Little Devil              | 1923 | 17           | 5                | 120                     | New York      | Astor Theatre          |
| George White's Scandals of 1924 | 1924 | 12           | -                | 192                     | New York      | Apollo Theatre         |
| Primrose                        | 1924 | 20           | 2                | 255                     | Londen        | Winter Garden Theatre  |
| Lady, Be Good!                  | 1924 | 22           | 6                | 330                     | New York      | Liberty Theatre        |
| Tell Me More!                   | 1925 | 17           | 4                | 100                     | New York      | Gaiety Theatre         |
| Tip-Toes                        | 1925 | 18           | 6                | 194                     | Newark e.a.   | diverse                |
| Oh, Kay!                        | 1926 | 20           | 9                | 256                     | New York      | Imperial Theatre       |
| Strike Up the Band (1eeditie)   | 1927 | 16           | -                | twee weken              | Philadelphia  | Shubert Theatre        |
| Funny Face                      | 1927 | 24           | 11               | 244                     | New York      | Alvin Theatre          |
| Treasure Girl                   | 1928 | 18           | 6                | 68                      | New York      | Alvin Theatre          |
| Show Girl                       | 1929 | 24           | 11               | 111                     | New York      | Ziegfeld Theatre       |
| Ming Toy                        | 1929 | 7            | -                | gecanceld               | -             | -                      |
| Strike Up the Band (2eeditie)   | 1930 | 21           | 1                | 191                     | New York      | Times Square Theatre   |
| Girl Crazy                      | 1930 | 16           | 4                | 272                     | New York      | Alvin Theatre          |
| Of Thee I Sing (*)              | 1931 | 22           | -                | 441                     | New York      | Music Box              |
| Pardon My English               | 1932 | 21           | 6                | 46                      | New York      | Majestic Theatre       |
| Let 'Em Eat Cake                | 1933 | 21           | -                | 90                      | New York      | Imperial Theatre       |
| Porgy And Bess (opera)          | 1935 | 25           | 1                | 124                     | New York      | Alvin Theatre          |

* Eerste musical in de geschiedenis die de Pulitzer prijs won (echter niet voor muziek).

## Verfilmde musicals (met songs van Gershwin)
| titel                        | jaar | aantal songs | geschrapte songs | maatschappij     | regisseur         |
| Delicious                    | 1931 | 7            | 2                | Fox              | David Butler      |
| Girl Crazy                   | 1932 | 6            | -                | RKO              | William Seiter    |
| Shall We Dance               | 1937 | 9            | 2                | RKO              | Mark Sandrich     |
| A Damsel In Distress         | 1937 | 9            | 1                | RKO              | George Stevens    |
| Goldwyn Follies              | 1938 | 5            | 1                | MGM              | George Marshall   |
| Girl Crazy                   | 1943 | 6            | -                | MGM              | Norman Taurog     |
| Rhapsody In Blue             | 1945 | 19           | -                | Warner Bros      | Irving Rapper     |
| The Shocking Miss Pilgrim    | 1947 | 11           | 2                | 20th Century Fox | George Seaton     |
| The Barkleys Of Broadway     | 1949 | 1            | -                | MGM              | Charles Walters   |
| An American In Paris         | 1951 | 9            | -                | MGM              | Vincente Minnelli |
| A Star Is Born               | 1954 | 1            | -                | Warner Bros      | George Cukor      |
| Funny Face                   | 1957 | 6            | -                | Paramount        | Stanley Donen     |
| Kiss Me, Stupid              | 1964 | 3            | -                | United Artists   | Billy Wilder      |
| When The Boys Meet the Girls | 1965 | 5            | -                | MGM              | Alvin Ganzer      |

## Werken waar songs van Gershwin postuum in zijn gebruikt
| werk                              | jaar | song              | bijzonderheid                                                                                              |
| At Home With Ethel Waters         | 1953 | Oh, Lady Be Good! | -- |
| Mr. Wonderful                     | 1956 | Liza              | musical met Sammy Davis Jr.                                                                                |
| The Happenings                    | 1967 | I Got Rhythm      | hitsingle van popgroep                                                                                     |
| My One And Only                   | 1983 | 15 songs          | musical Funny Face                                                                                         |
| Uptown.....It’s Hot               | 1986 | Oh, Lady Be Good! | musical |
| Crazy For You (*)                 | 1992 | 20 songs          | musical |
| The Gershwin’s Fascinating Rhythm | 1999 | ??                | revue |
| George Gershwin Alone             | 2001 | 4 songs           | solovoorstelling van Hershey Felder met 4 songs en An American In Paris en Rhapsody In Blue                |
| Elaine Stritch At Liberty         | 2002 | But Not For Me    | |
| Back From Broadway                | 2002 | ??                | Eenmalige voorstelling met songs van Gershwin                                                              |
| Brian Wilson Reimagines Gershwin  | 2010 | 13 songs          | twee schetsen van songs afgemaakt door Brian Wilson: The Like In I Love en Nothing But Love plus 11 andere |
| Nice Work If You Can Get It       | 2012 | 21 songs          | musical |
| An American In Paris              | 2015 | 12 songs          | musical en ballet (choreografie op verschillende instrumentale werken van Gershwin)                        |

* Won de Tony Award voor Best Musical

## Overzicht olieverfschilderijen
| jaar | titel                                | bijzonderheden                                                |
| 1937 | Arnold Schönberg                     | Componist. Laatste schilderij                                 |
| 1937 | Jerome Kern                          | Componist. Begin 1937 geschilderd                             |
| 1936 | Self-Portrait in a Checkered Sweater | 60x45 cm. Library of Congress                                 |
| 1936 | Father                               |                                                               |
| 1936 | Mother                               |                                                               |
| 1935 | Ruby Elzy                            | Zangeres Porgy and Bess (Serena)                              |
| 1934 | Orchid                               |                                                               |
| 1934 | DuBose Heyward                       | Auteur roman Porgy                                            |
| 1934 | A Black Girl                         | Zwart meisje met strik in het haar                            |
| 1934 | Self-Portrait                        | In 1966 door Ira geschonken aan het National Portrait Gallery |
| 1933 | My Grandfather                       |                                                               |
| 1933 | Emily                                | Emily Paley, schoonzus van Ira                                |
| 1932 | Self-Portrait in an Opera Hat        | Smithsonian American Art Museum                               |
| 1931 | Grandmother                          | Eerste schilderij                                             |
| ???? | Self-Portrait, oil on paper          | In 1971 door Ira geschonken aan Norman Granz                  |

## Overzicht tekeningen
| jaar  | titel                   | bijzonderheden                                                                              |
| 1936  | Kay Swift               | Componist en vriendin                                                                       |
| 1936  | Leonore                 | Schoonzus, vrouw van Ira                                                                    |
| 1936  | Diego Rivera            | Mexicaans kunstenaar en vriend                                                              |
| 1934  | My Studio – Folly Beach | Aquarel                                                                                     |
| 1934  | Negro Sculpture         |                                                                                             |
| 1933  | Girl’s Head             |                                                                                             |
| 1933  | Ira                     | Broer                                                                                       |
| 1932  | Henry Botkin            | Neef en kunstenaar. Tekening met Oost-Indische inkt                                         |
| 1932  | Lee and Dolly           | Lee is schoonzus (vrouw van Ira), Dolly is vriendin                                         |
| 1932  | Dr. Gregory Zilboorg    | Psychiater en vriend. Potloodschets. Eigendom van Victor J. Hammer                          |
| 1931  | Self-Portrait           | Getekend op 9 juni                                                                          |
| 1931  | Pringie                 | Getekend op 26 januari. Houtskooltekening van Aileen Pringle, vriendin.                     |
| 1931  | William Daly            | Pianist en vriend. Potloodtekening. Getekend op 18 december. Museum of the City of New York |
| 1931  | Self-caricature         | Museum of the City of New York                                                              |
| 1929  | Me                      | Aquarel met houtskool. Eigendom geweest van Francis Goldwyn, vrouw van Samuel Goldwyn       |
| 1929  | Portrait of a Lady      | Getekend op 3 mei                                                                           |
| 1927  | Jock                    | Tekening met Oost-Indische inkt van zijn hond                                               |
| ????? | Francis                 | Zus                                                                                         |